# Giuseppe Villaroel
Giuseppe Villaroel (Catania, 26 ottobre 1889 – Roma, 10 luglio 1965) è stato un poeta, giornalista, scrittore e critico letterario italiano.

## Biografia
Insegnante, fu curatore di antologie, dell'aggiornamento del Nuovissimo vocabolario della lingua italiana di Niccolò Tommaseo (Milano, Istituto editoriale moderno, 1938) e di un fortunato commento alla Divina Commedia (La divina commedia, commento a cura di Giuseppe Villaroel; revisione di Guido Davico Bonino e Carla Poma; con uno scritto di Eugenio Montale, Milano, Arnoldo Mondadori editore, 1985).
Entrò nel giornalismo nel 1915 e fondò e diresse il Giornale dell'Isola letterario a Catania; fu critico letterario del Secolo-Sera a Milano dal 1925 al 1935, del Popolo d'Italia dal 1935 al 1943. Ha collaborato, come articolista di terza pagina alla: Gazzetta del Popolo, al Corriere della Sera, al Messaggero, ecc. Fu collaboratore del Giornale d'Italia, del Resto del Carlino, della Nazione, del Mattino, della Fiera letteraria. Ha pubblicato dieci volumi di poesie, due romanzi, due volumi di novelle, tre volumi di critica e studi letterari. Ha vinto otto premi di poesia: "Viareggio", 1930, "Accademia d'Italia", 1932–1933, "Fusinato", 1935; "Goethe", 1937; "San Remo", 1938; "Columbus", 1951; "Valdagno", 1951.
Prolifico critico letterario, narratore e poeta, scrisse, tra gli altri, Il secolo dei panni al sole (Milano, Ceschina, 1959); Giufà: romanzo comico e grottesco per i ragazzi di tutte le età (Milano, La Prora, 1934); La donna e il vortice (Milano, Ceschina, 1935); Via Etnea (Milano, Ceschina, 1956); Ingresso nella notte (Firenze, Vallecchi, 1943); Quasi vento d'aprile, con una premessa critica di Francesco Flora (Milano-Verona, A. Mondadori, 1956); La tavolozza e l'oboe (Milano, Studio editoriale Lombardo, 1918); La bellezza intravista (Roma-Milano-Verona, A. Mondadori, 1923); Ombre sullo schermo (Milano, Alpes, 1930); e il racconto per ragazzi, Cocoriello Testadura (Torino, Società Editrice Internazionale, 1961).
Dopo l'armistizio di Cassibile aderì alla Repubblica Sociale Italiana. La sua vena poetica, in origine vicina al Decadentismo, è andata evolvendosi verso toni di ispirazione amorosa, sempre contenuti e controllati.

## Opere
Poesie
- 1910 - I chiostri dell'anima - ed. Vita letteraria, Roma
- 1914 - Le vie del silenzio - ed. Puccini, Milano
- 1918 - La tavolozza e l'oboe - ed. Taddei, Ferrara
- 1918 - Lampada votiva - ed. Stabilimento Industriale Tipografico, Catania (in memoria della prima moglie Sara Nicolosi, morta il 25/10/1918, con illustrazione in copertina di Ercole Patti; ripubblicata in appendice a "La Bellezza intravista").
- 1923 - La Bellezza intravista - ed. Mondadori, Milano (Premio Fucinato)
- 1929 - Ombre sullo schermo - ed. Alpes, Milano (Premio Speciale Viareggio Poesia[2])
- 1933 - Il cuore e l'assurdo - ed. La Prora, Milano (Premio Accad. d'Italia)
- 1938 - Stelle sugli abissi - ed. Mondadori, Milano (Premio San Remo)
- 1943 - Ingresso nella notte - ed. Vallecchi, Firenze (Premio Goethe)
- 1948 - Poesie d'amore - ed. Maia, Siena (Premio Columbus)
- 1951 - L'uomo e Dio - ed. Maia, Siena (Premio Valdagno)
- 1956 - Quasi vento d'aprile - ed. Mondadori, Milano

Romanzi
- 1934 - Amarsi a Viareggio - ed. Ceschina, Milano
- 1935 - La donna e il vortice - ed. Ceschina, Milano

Novelle
- 1929 - Le donne difficili - ed. Sunland, Milano
- 1938 - Gli occhi dei figli - ed. S.t.e.l.i., Milano
- 1956 - Via Etnea - ed. Ceschina, Milano

Studi critici
- 1929 - Divagazioni letterarie - Istituto ed. Siciliano, Catania 1921
- - I letterati umanisti » » »
- 1954 - Gente di ieri e di oggi - ed. Cappelli
- I letterati umanisti e le scienze giuridiche - ed. Como, Catania

Monografie
- 1915 Carducci e l'Italia - ed. Aprutium, Loreto Aprutino
- 1921 Iliade, Odissea, Eneide (brani scelti per le scuola) - ed. Trevisini, Milano
- 1938 Realtà e mito di Mussolini - Edizioni Chiantore, Torino

Traduzioni
- 1941 Periatzeanu, Sonetti italici - ed. Garzanti, Milano
- 1941 Iliade, Odissea, Eneide (brani scelti per le scuola) - ed. Trevisini, Milano

Antologie
- 1950 Pensiero e fantasia - ed. Garzanti, Milano
- 1951 Itala cetra (in collaborazione col senatore Domenico Magrì) - ed. S.E.I., Torino
- 1953 L'albero e il frutto (in collaborazione con il prof. D'angelo) - ed. S.E.I., Torino
- 1954 Il solco e la semente (in collaborazione con il prof. D'angelo) - ed. S.E.I., Torino

### Prefazioni
- Pietro Vetro, La vetta: liriche, Bologna, Cappelli, 1960